# Stefan Mugoša
Stefan Mugoša (ur. 26 lutego 1992 w Podgoricy) – czarnogórski piłkarz grający na pozycji napastnika. Od 2023 jest zawodnikiem klubu Incheon United FC.

## Kariera piłkarska

### Wczesne lata
Swoją karierę piłkarską Mugoša rozpoczął w klubie Budućnost Podgorica. W 2009 roku awansował do pierwszego zespołu. 27 lutego 2010 zadebiutował w nim w pierwszej lidze czarnogórskiej w przegranym 0:2 domowym meczu z FK Mornar Bar. W sezonach 2009/2010, 2010/2011 i 2012/2013 wywalczył trzy wicemistrzostwa Czarnogóry, a w sezonie 2011/2012 został mistrzem tego kraju. W sezonie 2012/2013 zdobył też Puchar Czarnogóry.

### Mladost Podgorica
Latem 2013 roku Mugoša odszedł do innego klubu z Podgoricy, Mladosti. Swój debiut w nim zaliczył 11 sierpnia 2013 w zremisowanym 1:1 wyjazdowym meczu z Budućnost. W zespole Mladosti grał przez rok.

### 1 FC Kaiserslautern
Latem 2014 roku Mugoša przeszedł do 1. FC Kaiserslautern. W klubie tym swój debiut zaliczył 29 września 2014 w przegranym 2:3 wyjazdowym spotkaniu z 1. FC Nürnberg. Na początku 2015 wypożyczono go do Erzgebirge Aue, w którym zadebiutował 6 lutego 2015 w zwycięskim 2:0 domowym meczu z RB Leipzig.

### TSV 1860 Monachium
W sierpniu 2015 Mugoša przeniósł się z Kaiserslautern do TSV 1860 Monachium. Swój debiut w nim zaliczył 23 sierpnia 2015 w zremisowanym 0:0 domowym meczu z 1. FC Union Berlin. Następnie został wypożyczony do Karlsruher SC. Po pobycie w Niemczech podpisał kontrakt z mołdawskim Sheriffem Tyraspol.

### Incheon United
W 2018 został zawodnikiem koreańskiego Incheon United FC. Na początku 2019 przedłużył kontrakt do 2021 roku. W meczu z Ulsan Hyundai FC strzelił swojego pierwszego hat-tricka w klubie.
| Sezon   | Klub                 | Kraj             | Rozgrywki         | Mecze | Bramki | Rozgrywki Europy                     | Mecze | Bramki |
| ------- | -------------------- | ---------------- | ----------------- | ----- | ------ | ------------------------------------ | ----- | ------ |
| 2009/10 | Budućnost Podgorica  | Czarnogóra       | Prva liga         | 7     | 0      | –                                    | –     | –      |
| 2010/11 | Budućnost Podgorica  | Czarnogóra       | Prva liga         | 19    | 7      | Liga Europy UEFA                     | 1     | 0      |
| 2011/12 | Budućnost Podgorica  | Czarnogóra       | Prva liga         | 19    | 2      | Liga Europy UEFA                     | 1     | 0      |
| 2012/13 | Budućnost Podgorica  | Czarnogóra       | Prva liga         | 29    | 7      | Liga Mistrzów UEFA                   | 1     | 0      |
| 2013/14 | Mladost Podgorica    | Czarnogóra       | Prva liga         | 29    | 15     | –                                    | –     | –      |
| 2014/15 | 1. FC Kaiserslautern | Niemcy           | 2. Bundesliga     | 1     | 0      | –                                    | –     | –      |
| 2014/15 | Erzgebirge Aue       | Niemcy           | 2. Bundesliga     | 15    | 4      | –                                    | –     | –      |
| 2015/16 | 1. FC Kaiserslautern | Niemcy           | 2. Bundesliga     | 1     | 0      | –                                    | –     | –      |
| 2015/16 | TSV 1860 Monachium   | Niemcy           | 2. Bundesliga     | 20    | 0      | –                                    | –     | –      |
| 2016/17 | TSV 1860 Monachium   | Niemcy           | 2. Bundesliga     | 10    | 0      | –                                    | –     | –      |
| 2016/17 | Karlsruher SC        | Niemcy           | 2. Bundesliga     | 12    | 2      | –                                    | –     | –      |
| 2017    | Sheriff Tyraspol     | Mołdawia         | Divizia Națională | 13    | 7      | Liga Mistrzów UEFA, Liga Europy UEFA | 4     | 0      |
| 2018    | Incheon United FC    | Korea Południowa | K League 1        | 35    | 19     | –                                    | –     | –      |
| 2019    | Incheon United FC    | Korea Południowa | K League 1        | 32    | 14     | –                                    | –     | –      |
| 2020    | Incheon United FC    | Korea Południowa | K League 1        | 24    | 12     | –                                    | –     | –      |

## Kariera reprezentacyjna
W reprezentacji Czarnogóry Mugoša zadebiutował 8 czerwca 2015 roku w przegranym 1:2 towarzyskim meczu z Danią, rozegranym w Viborgu.

## Sukcesy i odznaczenia

### Sukcesy klubowe
Budućnost Podgorica
- mistrz Czarnogóry: 2011/12
- wicemistrz Czarnogóry: 2009/10, 2010/11, 2012/13
- puchar Czarnogóry: 2012/13
- finalista pucharu Czarnogóry: 2009/10

Mladost Podgorica
- finalista pucharu Czarnogóry: 2013/14

Sheriff Tyraspol
- mistrz Mołdawii: 2017[5]

### Sukcesy indywidualne
- król strzelców Prvej crnogorskiej ligi: 2013/14
- piłkarz roku w Czarnogórze: 2019[6]